# Különbség (halmazelmélet)

A sötétlila terület az A mínusz B

A különbség a halmazelmélet egy kétváltozós művelete, ami két halmazból úgy képez egy új halmazt, hogy az így létrejövő halmaz az első halmaz elemei közül pontosan azokat tartalmazza, melyeket a második nem.

## Definíció és jelölés
Ha {\displaystyle A} és {\displaystyle B} halmazok, akkor az {\displaystyle A} és {\displaystyle B} különbségének nevezzük és {\displaystyle A\setminus B} (szóban: „á különbség bé”, vagy „á mínusz bé”) módon jelöljük az {\displaystyle A} halmaz azon elemeinek összességét, melyek nem elemei {\displaystyle B}-nek. Ezt szimbolikusan így írjuk:
{\displaystyle A\setminus B=\{x\,|\,x\in A\wedge x\notin B\}.}

## Példák
- {1,2,3} \ {2,3,4} = {1}
- {2,3,4} \ {1,2,3} = {4}
- Ha a valós számok {\displaystyle \mathbb {R} } halmazából kivonjuk a racionális számok {\displaystyle \mathbb {Q} } halmazát, akkor eredményül megkapjuk az irracionális számok {\displaystyle \mathbb {Q} ^{*}} halmazát, vagyis {\displaystyle \mathbb {R} \setminus \mathbb {Q} =\mathbb {Q} ^{*}}.

## Tulajdonságok
Ha az {\displaystyle U} univerzumban (másként az alaphalmazban) {\displaystyle A}, {\displaystyle B} és {\displaystyle C} halmazok, akkor igazak a következők:
- Ha az {\displaystyle A\neq B}, akkor a különbségképzés nem kommutatív: {\displaystyle A\setminus B\neq B\setminus A}.
- Ha   {\displaystyle A\subseteq B\,\!} , akkor   {\displaystyle A\setminus B=\emptyset }.
- {\displaystyle A\setminus A=\emptyset }
- {\displaystyle \emptyset \setminus A=\emptyset }
- {\displaystyle A\setminus U=\emptyset \,\!}
- {\displaystyle A\setminus \emptyset =A}
- {\displaystyle U\setminus A=A^{c}\,\!}
- {\displaystyle A\setminus B=A\cap B^{c}\,\!=(A^{c}\cup B)^{c}}    és    {\displaystyle (A\setminus B)^{c}=A^{c}\cup B}

Továbbá
- {\displaystyle C\setminus (A\cap B)=(C\setminus A)\cup (C\setminus B)\,\!}
- {\displaystyle C\setminus (A\cup B)=(C\setminus A)\cap (C\setminus B)\,\!}
- {\displaystyle C\setminus (B\setminus A)=(A\cap C)\cup (C\setminus B)\,\!}
- {\displaystyle (B\setminus A)\cap C=(B\cap C)\setminus A=B\cap (C\setminus A)\,\!}
- {\displaystyle (B\setminus A)\cup C=(B\cup C)\setminus (A\setminus C)\,\!}